# Plateau de Mambila
Pour les articles homonymes, voir Mambila.
Le plateau de Mambila, ou Mambilla, est une région de plateaux située à l'Est du Nigeria dans l'État de Taraba, et bordant la frontière avec le Cameroun.

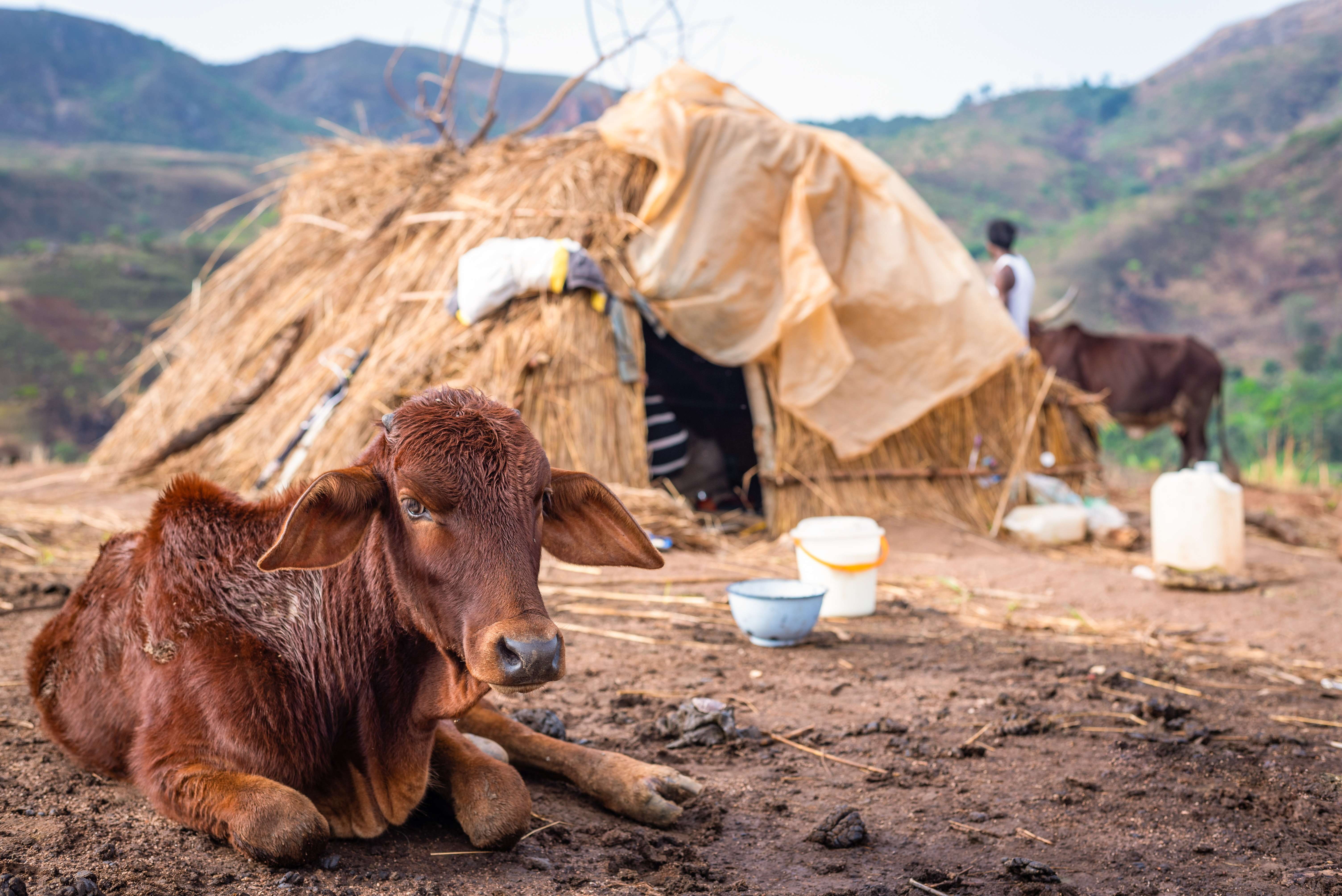
Nomades sur le plateau.